# Peace for our time

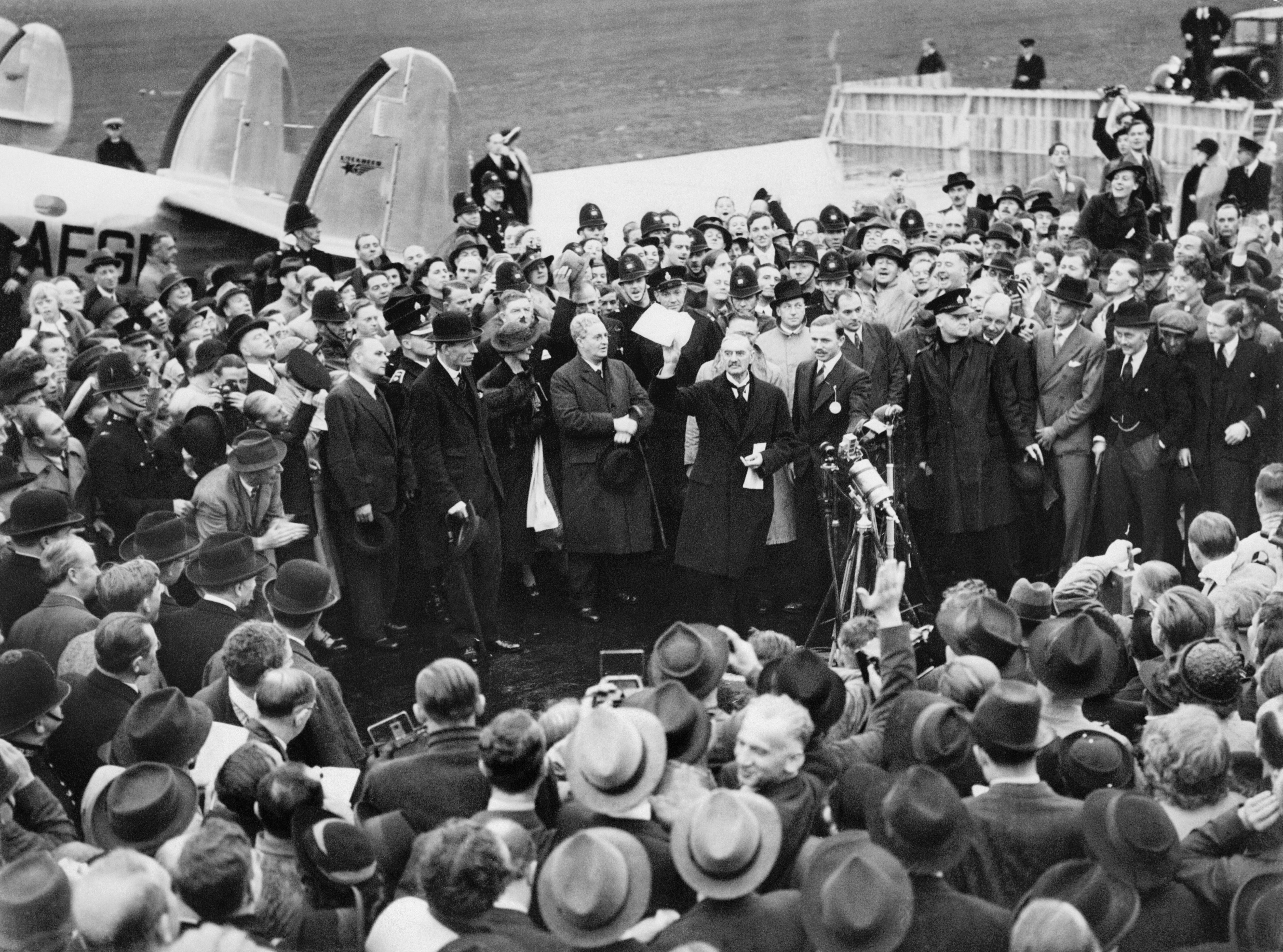
Neville Chamberlain, au centre, montre à la foule le traité naval anglo-allemand de 1938. Il est photographié à l'aérodrome d'Heston à l'ouest de Londres le 30 septembre de cette année-là.

L'expression « peace for our time » a été prononcée par le Premier ministre britannique Neville Chamberlain le 30 septembre 1938 pendant son allocution sur les accords de Munich et le traité anglo-allemand de 1938. C'est un clin d'œil à Benjamin Disraeli qui, après son retour du congrès de Berlin en 1878, a affirmé : « Je suis revenu d'Allemagne avec la paix pour notre époque. » Au XXIe siècle, cette expression est le plus souvent dite sur un ton ironique, puisque moins d'un an après la signature du traité, l'Allemagne nazie envahit la Pologne, ce qui déclenche la Seconde Guerre mondiale.

## Discours
De retour d'Allemagne, le premier ministre Neville Chamberlain atterrit à l'aérodrome d'Heston, à l'ouest de Londres, le 30 septembre 1938. Il s'adresse ensuite à la foule sur place :

« La résolution du problème tchécoslovaque, qui est maintenant complète, est, selon moi, le simple prélude à une résolution plus large où toute l'Europe pourrait trouver la paix. Ce matin, j'ai tenu un autre entretien avec le chancelier allemand, Herr Hitler, et ceci est le document qui porte son nom tout comme le mien. Quelques-uns parmi vous ont peut-être déjà entendu parler de son contenu mais j'aimerais vous le lire : "[…] Nous jugeons que le traité, signé la nuit dernière, et le Traité naval anglo-allemand sont les symboles du désir de nos deux peuples de ne jamais s'engager dans la guerre à nouveau l'un contre l'autre". »

Plus tard la même journée, il se rend au palais de Buckingham où se tient une foule réjouie par son affirmation. Ensuite, il se rend à l'extérieur du 10 Downing Street, lit encore un passage du document puis conclut :

« Mes chers amis, pour une deuxième fois dans notre histoire, un Premier ministre britannique est revenu de l'Allemagne en rapportant la paix avec honneur. Je crois que c'est la paix pour notre époque. Nous vous remercions du fond de nos cœurs. Rentrez chez vous et dormez en paix. »

L'attitude optimiste de Chamberlain contraste avec celle d'Édouard Daladier le même jour à l'aéroport du Bourget, où le Premier ministre français aurait déclaré « Ah les cons ! S'ils savaient ».

## Dans la culture
En anglais, l'expression est souvent citée de cette façon : « peace in our time », apparue beaucoup plus tôt dans le Book of Common Prayer (Livre de la prière commune), qui s'adresse aux anglicans d'Angleterre : « Give peace in our time, O Lord », elle-même inspirée de l'antienne latine du VIIe siècle : « Da pacem Domine! in diebus nostris, Alleluja ». Les historiens ignorent si Chamberlain a délibérement prononcé « peace for our time », mais ses origines culturelles laissent penser qu'il connaissait l'antienne latine.
Noël Coward publie en 1947 la pièce de théâtre Peace In Our Time. Dans un univers parallèle en 1940, les nazis, qui ont gagné la bataille de l'Atlantique, dominent les airs et occupent les îles britanniques.
Le président américain John F. Kennedy fait allusion aux mots de Chamberlain lors de son discours d'ouverture à l'American University en 1963. Il affirme rechercher « pas seulement la paix pour notre époque, mais aussi la paix à toute époque,. » En effet, sa thèse à l'université portait sur la politique d'apaisement de Chamberlain, que son père Joseph P. Kennedy appuyait. Lorsqu'il est en poste, John F. prend ses distances avec la position de son père, perçu comme une personne favorable à l'apaisement, au compromis.
Le président Barack Obama fait aussi allusion à cette expression dans son discours inaugural de 2013.

### Citations originales
1. ↑  (en) « I have returned from Germany with peace for our time. »
2. ↑  (en) « The settlement of the Czechoslovakian problem, which has now been achieved is, in my view, only the prelude to a larger settlement in which all Europe may find peace. This morning I had another talk with the German Chancellor, Herr Hitler, and here is the paper which bears his name upon it as well as mine. Some of you, perhaps, have already heard what it contains but I would just like to read it to you: ' … We regard the agreement signed last night and the Anglo-German Naval Agreement as symbolic of the desire of our two peoples never to go to war with one another again.' »
3. ↑  (en) « My good friends, for the second time in our history, a British Prime Minister has returned from Germany bringing peace with honour. I believe it is peace for our time. We thank you from the bottom of our hearts. Go home and get a nice quiet sleep. »
4. ↑  (en) « not merely peace in our time, but peace in all time »